# Michael Köhlmeier

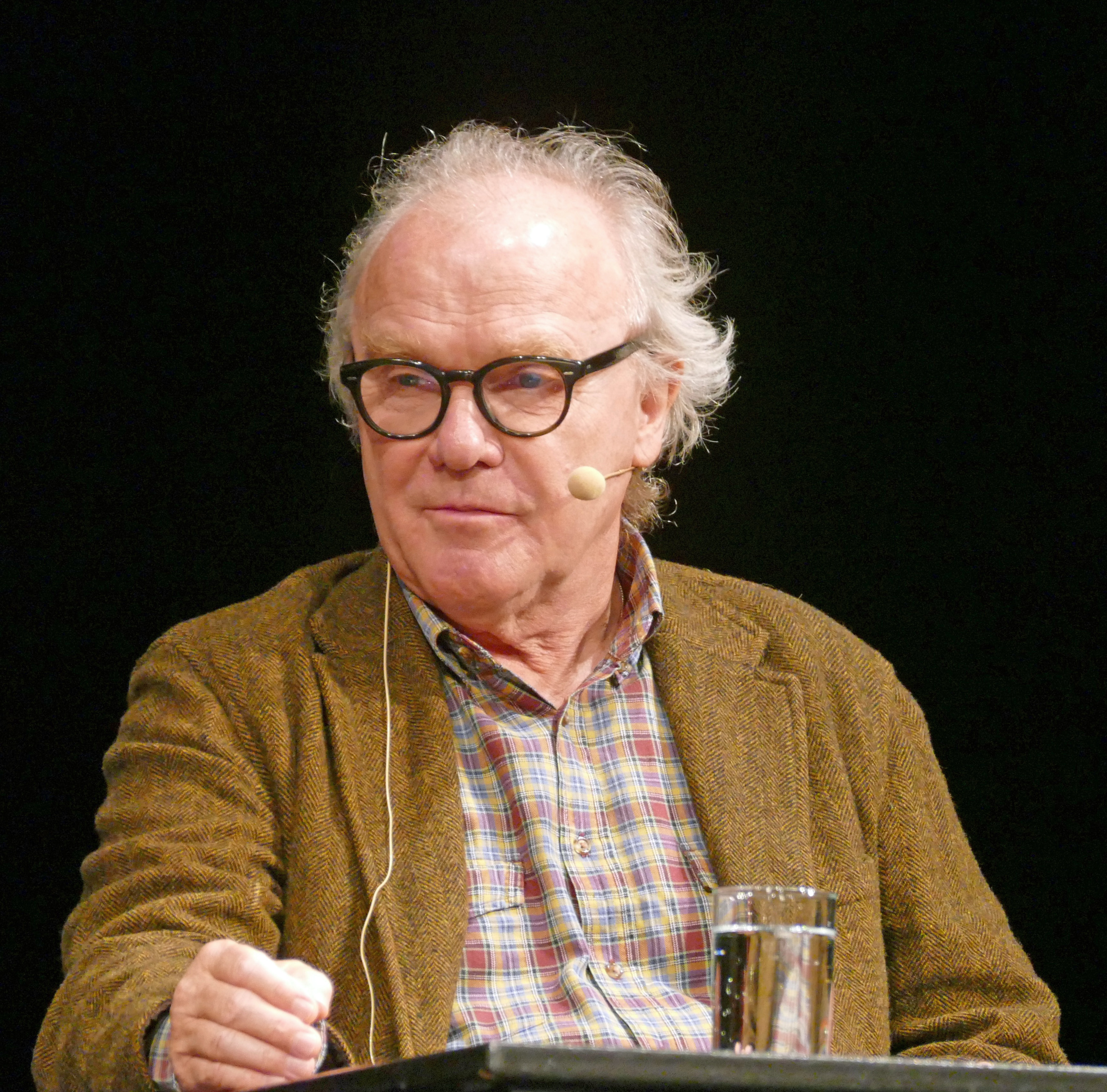
Michael Köhlmeier auf dem Erlanger Poetenfest 2021

Michael Johannes Maria Köhlmeier (* 15. Oktober 1949 in Hard, Vorarlberg) ist ein österreichischer Schriftsteller, Erzähler und Hörbuchsprecher.

## Leben und Werk
Michael Köhlmeier ist das zweite Kind des Journalisten Alois „Wise“ Köhlmeier und dessen Frau Paula Köhlmeier, geb. Könner. Er wuchs in Hard in Vorarlberg auf, wohnte zeitweise auch bei einer Tante in Deutschland.
Er besuchte von 1963 bis 1970 das Humanistische Gymnasium in Feldkirch und begann dann ein Studium der Politikwissenschaft und Germanistik in Marburg an der Lahn, das er 1976 mit dem ersten Staatsexamen und einer Arbeit über den Austrofaschismus abschloss. Von 1977 bis 1980 studierte Köhlmeier Mathematik und Philosophie an der Justus-Liebig-Universität Gießen.
Ende der 1960er Jahre arbeitete er als freier Mitarbeiter für den ORF und verfasste bis 1985 für das Ö1-Studio Vorarlberg Hörspiele, Features und Dokumentationen.
Köhlmeier wurde ab Anfang der 1970er Jahre mit seinen Hörspielen (Like Bob Dylan, Drei im Café spielen, Das Anhörungsverfahren) und mit kürzeren Prosatexten als Schriftsteller bekannt (erste Auszeichnung: Rauriser Förderungspreis für Literatur 1974). Er zählte zu den Akteuren des Flint-Rockmusikfestivals, das 1970 einmalig ausgetragen und im Folgejahr von der Vorarlberger Landesregierung unterbunden wurde. 1972 gründete er zusammen mit dem Musiker Reinhold Bilgeri das Duo Bilgeri & Köhlmeier. Mit dem Lied Oho Vorarlberg verzeichnete das Duo 1973 einen Erfolg in Österreich. Das Duo war sehr erfolgreich – pro Auftritt nahm jeder 30.000 Schilling ein.
Gemeinsam mit Reinhold Bilgeri gestaltete Köhlmeier eine Kabarettsendung für Radio Vorarlberg mit dem Titel Im Westen nichts Neues.
Köhlmeiers literarisches Schaffen begann Anfang der 1980er Jahre mit Originalton-Hörspielen, in denen er Konflikte in Fabriken und sozialen Randgruppen dokumentierte. Für seinen Debütroman Der Peverl Toni und seine abenteuerliche Reise durch meinen Kopf (veröffentlicht 1982) fand er große Beachtung. Danach entstand ein umfangreiches Romanwerk, neben vielen kürzeren Texten und feuilletonistischen Beiträgen. Seine Werke sind zum Teil auch als Hörbuch erschienen, darunter Madalyn – gesprochen von Jürgen Uter – und Nachts um eins am Telefon, das von Köhlmeier selbst gesprochen wurde und sich auf der hr2-Hörbuchbestenliste platzierte.
Mit den 90er Jahren begann ein Abschnitt in Köhlmeiers Leben, in dem seine Person und seine Werke stark an Bekanntheit gewannen. Einen enormen finanziellen sowie medienwirksamen Erfolg stellte vor allem Köhlmeiers freie Nacherzählung der Sagen des klassischen Altertums dar, die 1995, 1997 und 1998 in drei Staffeln in Ö1 ausgestrahlt wurden. Gleichzeitig erschienen CDs und jeweils ein Jahr später Buchausgaben. 2007 wurde eine 80-teilige Adaption fürs Fernsehen bei BR-alpha ausgestrahlt, die über die Mediathek noch immer zugänglich ist.
In den 90er Jahren veröffentlichte er zudem neben Bleib über Nacht (1993) und Trilogie der sexuellen Abhängigkeit (1996) die Romane Telemach (1995) und Kalypso (1997), welche beide auf der homerischen Odyssee basieren. Köhlmeier hält sich dabei an das Handlungsgerüst, das das Original vorgibt und konzentriert sich auf das psychische Innenleben der Figuren. Dabei wird das Geschehen immer wieder aus einem aktuellen Blickwinkel betrachtet und aus dem altehrwürdigen Epos herausgelöst, sodass es zu einer Vermischung beider Lebenswelten kommt.
In den folgenden Jahren, nicht zuletzt bedingt durch den Erfolg seiner vorherigen Nacherzählungen, erweiterte Köhlmeier seinen Fundus an Sagen. So veröffentlichte er 1999 Das Nibelungenlied neu erzählt, 2000 bis 2003 Nacherzählungen von Bibelstellen. Köhlmeier versuchte sich auch an den Dramen Shakespeares, was zum Teil negativ aufgefasst wurde, da – so die Stimmen von Kritikern – hiermit die Grenzen der aktualisierenden Nacherzählung erkennbar wurden; die Wiedergabe sei enthistorisierend, und durch das Paraphrasierende sei insbesondere die ästhetische Qualität der Sprache verloren gegangen.
In den Jahren 2007/08 wurden auf BR-alpha die 42 Folgen umfassende Serie Köhlmeiers Märchen mit freien Nacherzählungen bekannter, aber auch selten gedruckter Märchen gezeigt. Seiner Faszination für die geheimnisvolle Gattung Märchen hat Köhlmeier das Buch Von den Märchen: Eine lebenslange Liebe gewidmet, das im Jahr 2018 erschienen ist. In einem Interview mit dem Haymon Verlag betont er deren Wichtigkeit: „[Im] Kern [...] jeder guten Geschichte, [...] ob es ein Roman ist, ob es eine historische Geschichte ist – jede historische Geschichte wird uns aufbereitet, die Geschichte ist erst dann Geschichte, wenn sie erzählt wird – im Kern einer jeden Geschichte sitzt ein Märchen. Davon bin ich überzeugt“.
Seine Werke wurden u. a. ins Englische, Französische, Griechische, Koreanische, Rumänische, Slowenische, Spanische und Türkische übersetzt.
Für die Gruppe Schellinski schreibt er seit 2004 Liedtexte in Vorarlberger Mundart. Von 2007 bis 2012 moderierte er regelmäßig die Diskussionssendung Club 2 auf ORF 2.
1981 heirateten Michael Köhlmeier und die Schriftstellerin Monika Helfer, sie haben zusammen vier Kinder. Tochter Paula Köhlmeier verunglückte 2003 im Alter von 21 Jahren bei einer Wanderung tödlich. Sie hatte 2002 ein Literaturstipendium erhalten und war selbst Schriftstellerin. Doch erst nach ihrem Tod wurde ihr Werk Maramba veröffentlicht. Ihren Tod arbeitete Köhlmeier in der 2008 erschienenen Erzählung Idylle mit ertrinkendem Hund sowie dem Roman Madalyn auf.
Köhlmeier bezieht regelmäßig Stellung zu politischen Themen. So auch zu einer seiner Befürchtungen, einem extremen Rechtsruck in der Bevölkerung seit dem abermaligen Erstarken der FPÖ (nach der Knittelfelder-FPÖ-Versammlung 2002). Im Jahre 2008 sprach Köhlmeier dazu in einem Interview mit der Zeitschrift profil von einer antidemokratischen Tendenz und gelebtem Antiparlamentarismus der Partei. Zudem zieht er auch die beiden Großparteien zur Verantwortung, die sich nicht zutrauten, etwas gegen diese Entwicklung auszurichten. In einem weiteren Interview mit dem Standard wies Köhlmeier auf die Ausschlussmechanismen gegenüber dem scheinbar „belehrungsresistenten Pöbel“ hin, denn die Gesellschaft übe auf die Menschen einen enormen Druck in Form von Verboten und Verhaltensregeln aus. Da diese Regeln jedoch von einer diffusen Gruppe vermittelt werden und nicht von einer Person, könne sich der Hass und Frust vieler Menschen nicht so einfach auflösen. Daraus leitet Köhlmeier den fatalen Bewältigungsmechanismus ab: „Da adressiere ich lieber die Fremden, die Asylwerber. Dann habe ich Schuldige. Endlich wird aus der diffusen Kränkung eine konkrete. Lieber eine falsche Konkretisierung als gar keine!“
Anfang April des Jahres 2014 zeigte er den damaligen FPÖ-Europaabgeordneten Andreas Mölzer wegen Verhetzung an. Im Jahr 2018 sorgte er für Schlagzeilen, als er im Parlament im Zuge eines Akts zum Gedenken an verfolgte Juden die regierende FPÖ heftig für ihren Umgang mit Antisemitismus angriff. Köhlmeier kritisierte, dass sie „nahezu im Wochenrhythmus naziverharmlosende oder antisemitische oder rassistische Meldungen“ abgebe und den Namen George Soros für Verschwörungstheorien und Klicks im Netz missbrauche. Mit der Aussage „Es hat auch damals schon Menschen gegeben, die sich damit brüsteten, Fluchtrouten geschlossen zu haben“ stellte Köhlmeier einen Bezug her zum Verhalten der europäischen Staaten und der USA angesichts der anschwellenden Flüchtlingsströme nach dem Anschluss Österreichs und der Konferenz von München. Köhlmeier richtete an die österreichische Zivilgesellschaft den Appell, Anti-Islamismus nicht mit Philosemitismus zu begründen. Während FPÖ und ÖVP erbost reagierten, bekam er Anerkennung von SPÖ und Grünen.
2019 erschien bei dtv der Roman An den Mauern des Paradieses von Martin Schneitewind, angeblich aus dem Französischen übersetzt von Raoul Schrott. Köhlmeier zufolge habe Schneitewinds Witwe ihm das Manuskript zur Veröffentlichung überlassen. Recherchen des NDR zeigen, dass es eher unwahrscheinlich ist, dass der literarisch nie aufgefallene Martin Schneitewind je existiert hat, auch wenn in dem Buch 28 Seiten zu seiner Vita zu finden sind. Rezensoren werteten dies als zum Roman gehörendes Spiel mit Fiktion und Wirklichkeit.
2024 erschien Köhlmeiers Roman Das Philosophenschiff im Carl Hanser Verlag über die Ausweisung unliebsamer Intellektueller im frühen Sowjetrussland unter Lenin (s. Philosophenschiff).
Michael Köhlmeier lebt als freier Schriftsteller in Hohenems und Wien. Das Leben in der Provinz habe er nie als Problem empfunden, erklärte er in einem Interview mit den Salzburger Nachrichten auf die Feststellung, er arbeite abseits der großen literarischen Zentren: „Im Alter der Informationsüberflutung, im Jahrhundert der Massenkommunikation gibt es den Begriff der Provinz nicht mehr in der Form wie im 19. Jahrhundert. Wenn ich mir die Ringstraße anschauen will, fahre ich halt nach Wien.“

## Auszeichnungen und Ehrungen
- 1974: Rauriser Förderungspreis für Literatur
- 1976: Nachwuchsstipendium für Literatur des Bundesministeriums für Unterricht und Kunst
- 1983: Rauriser Literaturpreis, für Der Peverl Toni und seine abenteuerliche Reise durch meinen Kopf
- 1988: Johann-Peter-Hebel-Preis
- 1993: Manès-Sperber-Preis
- 1993: ORF-Hörspielpreis, für Theorie der völligen Hilflosigkeit
- 1996: Buchprämie des Bundesministeriums für Unterricht und Kunst
- 1996: Anton-Wildgans-Preis
- 1997: Grimmelshausen-Preis, für Telemach
- 2001: Ehrenpreis des Vorarlberger Buchhandels
- 2007: Finalist beim Deutschen Buchpreis, mit Abendland
- 2007: Österreichischer Würdigungspreis für Literatur
- 2007: Goldenes Verdienstzeichen des Landes Wien[21]
- 2008: Bodensee-Literaturpreis, für Abendland und sein literarisches Gesamtwerk
- 2010: Kröte des Monats November, für Rosie und der Urgroßvater (mit Monika Helfer)
- 2011: Österreichischer Kinder- und Jugendbuchpreis, für Rosie und der Urgroßvater
- 2014: Walter-Hasenclever-Literaturpreis[22]
- 2014: Toni-Russ-Preis
- 2014: Longlist beim Deutschen Buchpreis, mit Zwei Herren am Strand
- 2015: Preis der LiteraTour Nord
- 2015: Düsseldorfer Literaturpreis
- 2016: Österreichisches Ehrenkreuz für Wissenschaft und Kunst I. Klasse[23]
- 2017: Marie Luise Kaschnitz-Preis
- 2017: Literaturpreis der Konrad-Adenauer-Stiftung
- 2019: Poetikprofessur an der Otto-Friedrich-Universität Bamberg
- 2019: Ferdinand-Berger-Preis des Dokumentationsarchivs des österreichischen Widerstandes[24]
- 2020: Johann-Nestroy-Ring der Stadt Bad Ischl[25]
- 2025: Longlist des Deutschen Buchpreises mit Die Verdorbenen[26]

## Werke (Auszug)

### Prosa
- Der Peverl-Toni und seine abenteuerliche Reise durch meinen Kopf. Roman. Hoffmann und Campe, Hamburg 1982, ISBN 3-455-03881-6.
- Moderne Zeiten. Roman. Piper, München 1984, ISBN 3-492-02912-4.
- Die Figur. Die Geschichte von Gaetano Bresci, Königsmörder. Piper, München 1986, ISBN 3-492-11042-8.
- Spielplatz der Helden. Piper, München 1988, ISBN 3-492-21298-0.
- Die Musterschüler. Roman. Piper, München 1989, ISBN 3-492-03370-9.
- Bleib über Nacht. Heyne, München 1993, ISBN 3-453-08916-2.
- Die Leute von Lech. Bildband mit Fotografien von Konrad R. Müller. 1994, ISBN 3-85218-183-6.
- Sunrise. Erzählung. Haymon, Innsbruck 1994, ISBN 3-85218-160-7.
- Telemach. Roman. Piper, München 1995, ISBN 3-492-03813-1.
- Dein Zimmer für mich allein. 1997.
- Der Unfisch. Die Erzählung zum Film von Robert Dornhelm. Deuticke, Wien 1997, ISBN 3-596-12920-6.
- Trilogie der sexuellen Abhängigkeit. Piper, München 1997, ISBN 3-492-22547-0.
- Kalypso. Roman. Piper, München 1997, ISBN 3-492-03965-0.
- Bevor Max kam. Roman. Piper, München 1998, ISBN 3-492-04065-9.
- Calling. Eine Kriminalgeschichte. Deuticke, Wien 1998, ISBN 3-216-30412-4.
- Die Nibelungen. neu erzählt. Piper, München 1999, ISBN 3-492-22882-8.
- Das große Sagenbuch des klassischen Altertums. Piper, München 1999, ISBN 3-492-23804-1.
- Der traurige Blick in die Weite. Geschichten von Heimatlosen. Deuticke, Wien 1999, ISBN 3-216-30485-X.
- Geschichten von der Bibel. Von der Erschaffung der Welt bis Josef in Ägypten. 2000.
- Geh mit mir. Piper Verlag, München 2000, ISBN 3-492-04257-0.
- Der Menschensohn. Die Geschichte vom Leiden Jesu. Piper, München 2001, ISBN 3-492-24686-9.
- Vom Mann, der Heimweh hatte. Zehn Erzählungen. Hoanzl, Wien 2002, ISBN 3-902309-00-8.
- Der Tag, an dem Emilio Zanetti berühmt war. Deuticke, Wien 2002, ISBN 3-216-30628-3.
- Shakespeare. neu erzählt. Piper, München 2004, ISBN 3-492-24191-3.
- Roman von Montag bis Freitag. 38 Stories. Deuticke, Wien 2004, ISBN 3-216-30722-0.
- Die Antwort. In: Kurt Neumann (Hrsg.): Die Welt, an der ich schreibe. Ein offenes Arbeitsjournal. Sonderzahl, Wien 2005, ISBN 3-85449-237-5.
- Nachts um eins am Telefon. 23 Erzählungen (21 Erzählungen+ 2 Listen). Deuticke Verlag, Wien 2005, ISBN 3-552-06020-0
- Der Spielverderber Mozarts. Novelle. Deuticke, Wien 2006, ISBN 3-552-06044-8.
- Abendland. Roman. Hanser, München 2007, ISBN 978-3-446-20913-8.
- Idylle mit ertrinkendem Hund. Deuticke, Wien 2008, ISBN 978-3-552-06076-0.
- Monika Helfer, Michael Köhlmeier: Rosie und der Urgroßvater. Hanser, München 2010, ISBN 978-3-446-23587-8 (Ill. Barbara Steinitz).
- Madalyn. Roman. Hanser, München 2010, ISBN 978-3-446-23597-7.
- Das Sonntagskind – Märchen und Sagen aus Österreich. Deuticke, Wien 2011, ISBN 978-3-552-06156-9.
- Die Abenteuer des Joel Spazierer. Roman. Hanser, München 2013, ISBN 978-3-446-24178-7.
- Zwei Herren am Strand. Roman. Hanser, München 2014, ISBN 978-3-446-24603-4.
- Drei Depeschen gegen den Krieg. Haymon, Innsbruck 2015, ISBN 978-3-7099-7192-5.

- Wenn ich ein Mensch wär, sagte der Rabe. Mit Zeichnungen von Monika Helfer. Bibliothek der Provinz, Weitra 2015, ISBN 978-3-99028-463-6.
- Das Mädchen mit dem Fingerhut. Roman. Hanser, Hamburg 2016, ISBN 978-3-446-25055-0.
- (mit Konrad Paul Liessmann) Wer hat dir gesagt, dass du nackt bist, Adam? Mythologisch-philosophische Verführungen. Hanser, München 2016, ISBN 978-3-446-25288-2.
- (mit Monika Helfer) Der Mensch ist verschieden. Dreiunddreißig Charaktere. Haymon, Innsbruck 2017, ISBN 978-3-7099-7269-4.
- Der Mann, der Verlorenes wiederfindet. Novelle über Antonius von Padua. Hanser, München 2017, ISBN 978-3-446-25645-3.[27]
- Von den Märchen. Eine lebenslange Liebe. Haymon, Innsbruck 2018, ISBN 978-3-7099-3839-3.
- Bruder und Schwester Lenobel. Hanser, München 2018, ISBN 978-3-446-25992-8.
- Erwarten Sie nicht, dass ich mich dumm stelle. Reden gegen das Vergessen. dtv Verlagsgesellschaft, München 2018, ISBN 978-3-423-14709-5.
- Wenn ich wir sage. Residenz, Salzburg 2019, ISBN 978-3-7017-3484-9.
- Die Märchen. Hanser, München 2019, ISBN 978-3-446-26465-6.
- (mit Konrad Paul Liessmann) Der werfe den ersten Stein: mythologisch-philosophische Verdammungen Hanser, München 2019, ISBN 978-3-446-26402-1.
- Die Nacht der Diplomaten. Von einem bemerkenswerten Gespräch zwischen Henry Kissinger und Tschou En-lai. Pressendruck mit Original Grafik von Svato Zapletal, Svato Verlag, Hamburg 2019.
- Matou, Roman, Hanser, München 2021, ISBN 978-3-446-27079-4.[28]
- Gedankenspiele über das Gelingen, Droschl, Graz 2021, ISBN 978-3-99059-094-2.
- Lange Nacht heim, mit Illustrationen von Monika Helfer, Bahoe Books, Wien 2022, ISBN 978-3-903290-77-8.
- Frankie, Roman, Hanser, München 2023, ISBN 978-3-446-27618-5.[29]
- Das Schöne: 59 Begeisterungen, Carl Hanser Verlag, München 2023, ISBN 978-3-446-27752-6.
- Das Philosophenschiff, Roman, Carl Hanser Verlag, München 2024, ISBN 978-3-446-27942-1.[30]
- Die Gitarre, Residenz Verlag, Salzburg 2024, ISBN 978-3-7017-3589-1.
- Die Verdorbenen, Roman, Carl Hanser Verlag, München 2025, ISBN 978-3-446-28250-6.

### Stücke
- Like Bob Dylan. 1974.
- Der Narrenkarren. Nach Lope de Vega „Die Irren von Valencia“, 1994.
- Die Welt der Mongolen. Libretto zu einer Oper von Kurt Schwertsik, 1997.
- Lamm Gottes, Uraufführung im November 2019 am Theater Kosmos in Bregenz, Regie Augustin Jagg und Hubert Dragaschnig mit Stella Roberts als Martha und Haymon Maria Buttinger als Tod.[31]
- Praterstern, UA 2025, Sommerspiele Melk, gemeinsam mit Monika Helfer[32]

### Hörspiele
- Klaus will Millionär werden. Mit Reinhold Bilgeri, 1972.
- Der Melierdialog des Thukydides. 1973.
- Giacomo. Hörspiel über James Joyce, 1979.
- March Movie. mit Peter Klein, 1983. (zwischen 1988 und 2007 das im Ausland meistgesendete ORF-Hörspiel).
- Scheffknecht und Breuß. Hörspielreihe mit Klaus Schöch.
- Theorie der völligen Hilflosigkeit. 1993. (Als erstes Hörspiel mit dem ORF-Hörspielpreis als „Hörspiel des Jahres“ ausgezeichnet).
- Oskar und Lilli. Mit Paula Köhlmeier, Monika Helfer, Michael Köhlmeier. 1994.
- Mein privates Glück. Regie: Robert Matejka (NDR/DLR Berlin/ORF), 1998.
- Sunrise. Regie: Klaus Gmeiner. Mit Michel Köhlmeier, Sylvester Groth, Nicole Heesters. 2001.
- Joseph Conrad: Herz der Finsternis. Hörspielregie: Michael Köhlmeier. ORF Vorarlberg 1990 (Produktion) / Der Hörverlag 2007 (CD-Veröffentlichung)

### Hörbücher
- Dein Zimmer für mich allein. Gesprochen von Michael Köhlmeier. Geco Tonwaren, Wien o. J. (2 CDs / 2 MCs)
- Kalypso (ungekürzt). Gesprochen von Michael Köhlmeier. Steinbach sprechende Bücher, Schwäbisch Hall 1998, ISBN 3-88698-454-0 (11 CDs, 800 Min.)
- Die Nibelungen erzählt von Michael Köhlmeier. Gesprochen von Michael Köhlmeier, ORF Shop Vertrieb, Wien 2002 (2 CDs)
- Die Nibelungen. Gesprochen von Henning Venske, Audiolino, Hamburg 2005, ISBN 3-938482-26-5.
- Nachts um eins am Telefon. Gesprochen von Michael Köhlmeier. Jumbo Neue Medien & Verlag, Hamburg 2007, ISBN 978-3-8337-1782-6.
- Abendland. Gesprochen von Jürgen Uter. Jumbo Neue Medien & Verlag, Hamburg 2008, ISBN 978-3-8337-2122-9.
- Idylle mit ertrinkendem Hund. Gesprochen von Michael Köhlmeier. Jumbo Neue Medien & Verlag, Hamburg 2008, ISBN 978-3-8337-2256-1.
- Ursula Wölfel: Fliegender Stern. Gesprochen von Michael Köhlmeier. Der Audio Verlag (DAV), Berlin 2008, ISBN 978-3-89813-712-6 (1 CD, 54 Min.).
- Wie das Schwein zum Tanze ging. Eine Fabel. Gesprochen von Michael Köhlmeier. Jumbo Neue Medien & Verlag, Hamburg 2009, ISBN 978-3-8337-2469-5.
- Madalyn. Gesprochen von Jürgen Uter. Jumbo Neue Medien & Verlag, Hamburg 2010, ISBN 978-3-8337-2647-7.
- Michael Köhlmeiers Märchenwelt. Gesprochen von Michael Köhlmeier. DerHörVerlag, München 2011, ISBN 978-3-86717-782-5 (13 CDs)
- Michael Köhlmeiers Märchenwelt 2. Gesprochen von Michael Köhlmeier. DerHörVerlag, München 2012, ISBN 978-3-86717-830-3 (12 CDs)
- Die Abenteuer des Joel Spazierer. Gesprochen von Michael Köhlmeier. DerHörVerlag, München 2013, ISBN 978-3-8445-1073-7. (4 mp3-CD in 1 Box, Gesamtspielzeit 31.30'00'')
- Michael Köhlmeier erzählt Sagen aus Österreich. Gesprochen von Michael Köhlmeier. Hoanzl, Wien 2014. (9 CDs)
- Das Mädchen mit dem Fingerhut. Gesprochen von Michael Köhlmeier. DerHörVerlag, München 2016, ISBN 978-3-8445-2107-8. (3 CD in 1 Box, Gesamtlaufzeit 3.17')
- Wer hat dir gesagt, dass du nackt bist, Adam? - Mythologisch-philosophische Verführungen (mit Konrad Paul Liessmann). Gesprochen von Michael Köhlmeier und Konrad Paul Liessmann. DerHörVerlag, München 2016, ISBN 978-3-8445-2385-0 (5 CDs)
- Bruder und Schwester Lenobel. Gesprochen von Michael Köhlmeier. DerHörVerlag, München 2018, ISBN 978-3-8445-3105-3 (2 MP3-CDs)
- Der werfe den ersten Stein. - Mythologisch-philosophische Verdammungen (mit Konrad Paul Liessmann). Gesprochen von Michael Köhlmeier und Konrad Paul Liessmann. DerHörVerlag, München 2019, ISBN 978-3-8445-3576-1 (5 CDs)
- Westernhelden. Gesprochen von Michael Köhlmeier. Mit Musik von Michael Köhlmeier & Hans Theessink. ORF Shop Vertrieb, Wien 2019
- Matou. Gelesen von Michael Köhlmeier. der Hörverlag, 2021, ISBN 978-3-8445-4318-6
- Frankie. Gelesen von Michael Köhlmeier. der Hörverlag, 2023, EAN 9783844548471

### Drehbücher
- Die wilden Kinder. Nach dem gleichnamigen Roman von Monika Helfer, gemeinsam mit Monika Helfer, unter der Regie von Christian Berger, 1988.
- Requiem für Dominic. Gemeinsam mit Felix Mitterer, unter der Regie von Robert Dornhelm, 1990.
- Der Unfisch. Gemeinsam mit Joachim Hammann, unter der Regie von Robert Dornhelm, 1996.

### Musik
- Owie lacht. Gemeinsam mit Reinhold Bilgeri, 1973.
- Live. Gemeinsam mit Reinhold Bilgeri, 1995.
- ZRUCK. Als Gastmusiker bei Alldra, Neueinspielung seines 1973 erschienenen Liedes z’Breagaz am Bahnhof, 2001.
- 42 songs. Lieder im Vorarlberger Dialekt, 2003.
- tränavogl. Schellinski, bei acht Liedern schrieb Michael Köhlmeier die Liedtexte (im Dialekt), bei einem auch die Musik dazu, 2004.
- Us m Sack. Schellinski, bei acht Liedern schrieb Michael Köhlmeier die Texte, bei zwei die Musik und bei einem übernahm er auch den Gesangspart (Du arma Hund), 2005.
- Herz Schmerz Hotel. Schellinski, bei 6 Liedern schrieb Michael Köhlmeier die Liedtexte (im Dialekt), 2008.
- 12 Lieder nach Motiven von Hank Williams. 2008.
- Moatlaschmecker. Schellinski, bei einem Lied schrieb Michael Köhlmeier den Text, 2011.

### Lyrik/Liedtexte
- Hundertundsieben Songs. Sammlung von in Dialekt und Hochdeutsch wiedergegebenen einhundertsieben Liedern Michael Köhlmeiers. Bucher Verlag, 2009.
- Der Liebhaber bald nach dem Frühstück. Gedichte. Edition Lyrik Kabinett bei Hanser, 2013. ISBN 978-3-446-23982-1
- Ein Vorbild für die Tiere. Gedichte. Carl Hanser Verlag, München 2017, ISBN 978-3-446-25446-6.